# Таманский (Краснодарский край)
Тама́нский — посёлок в Темрюкском районе Краснодарского края.
Административный центр Новотаманского сельского поселения.

## Население
| 2002 | 2010  |
| ---- | ----- |
| 1927 | ↘1912 |

## Улицы
| - ул. Виноградная, - ул. Гаражная, - ул. Заречная, - ул. Каминского, - ул. Краснодарская, - ул. Крымская, | - ул. Кубанская, - ул. Ленина, - ул. Олимпийская, - ул. Пионерская, - ул. Пролетарская, - ул. Северная, | - ул. Советская, - ул. Спортивная, - ул. Таманская, - ул. Театральная, - ул. Черноморская, - ул. Юбилейная. |

## Инфраструктура
На окраине посёлка находится пограничная застава БУГАЗ (береговой участок границы), ныне — Таманское отделение (застава) Черноморско-Азовского погрануправления береговой охраны ФСБ России.